# Valea Wright
Valea Wright este cea mai mare vale uscată din Antarctica. Ea este sitaută pe coasta de vest a golfului McMurdo Sound care are țărmul cu o lungime de aproape 450 km în „Victoria Land” vizavi de Insula Ross.

## Date geografice
Valea se află între lanțurile muntoase „Olympus Range” și „Asgard Range”, ea are o lungime de ca. 60 de km și are o lățime medie de 8 km. Lacul Vanda și lacul mai mic Don-Juan se află la 9 km vest, ea având cea mai ridicată concentrație salină a apei din lume. Valea este traversată de cel mai lung râu al Antarcticii, Onyx.

## Clima
În iarna polară, între aprilie și octombrie scade temparatura până la - 70 °C, iar vara între noiembrie și martie temperatura atinge numai rareori temperatura de îngheț. La stațiunea „Vanda” situată pe malul lacului cu același nume s-a măsurat la 5 ianuarie 1974 temperatura de 15,0 °C, cea mai înaltă temperatură măsurată în Antarctica. Vântul permanent din vale reduce și mai mult umiditatea aerului uscat din vale, astfel regiunea a devenit una dintre cele mai aride pustiuri din lume. După aprecierea cercetătorilor polari în regiune de mai multe miloane de ani n-au mai căzut precipitații.

Coordonate: 77° 10′ 0″ S, 161° 50′ 0″ E